# Rita Sousa Uva
Rita Sousa Uva (* 1972 in Porto) ist eine portugiesische Autorin und Juristin mit dem Spezialgebiet Luft- und Raumfahrtrecht. Sie lebt und arbeitet seit 2010 in Deutschland.

## Leben
Sousa Uva studierte Rechtswissenschaft an der Universität Lissabon (Abschluss 1995) und arbeitet seit 1997 als Rechtsanwältin und juristische Mitarbeiterin, seit 1999 insbesondere für den portugiesischen Flughafenbetreiber ANA Aeroportos de Portugal.
Parallel zu ihrer Arbeit bei ANA folgte ein postgraduales Studium in Internationalen Beziehungen an der Universität Lissabon und eines in Medienrecht an der Universität Coimbra, bevor sie 2005 ein Masterstudiengang in Luft- und Raumfahrtrecht an der Universität Leiden in den Niederlanden abschloss. Ihre Abschlussarbeit wurde 2008 unter dem Titel European Community State Aid Policy for public airports: reality versus law? bei Almedina in Coimbra veröffentlicht, wo bereits 2007 eine erste wissenschaftliche Arbeit von ihr erschienen war.
Im Oktober 2010 wechselte sie von der portugiesischen ANA an die Europäische Agentur für Flugsicherheit in Köln.
Parallel zu ihrer Arbeit als Juristin schreibt sie Gedichte, Chroniken und Erzählungen und ist Autorin einer regelmäßigen Kolumne in der in Deutschland erscheinenden portugiesischsprachigen Zeitung Portugal Post.

## Veröffentlichungen
- 2007: Os acordãos open skies e o mercado interno da aviação (Almedina)
- 2008: European Community State Aid Policy for public airports: reality versus law? (Almedina)
- 2009: The legal nature of airport slots (Airport Management vol. 3, No. 2)
- 2010: EASA´s new fields of competence in the certification of aerodromes (Airport Management, vo. 5)

Neben ihren wissenschaftlichen Arbeiten veröffentlichte sie noch die Bücher Contos d´Agripina (Erzählungen) und O Cometa Laranja (Erzählung), zudem war sie an der Zusammenstellung von Erzählungen Contos da Emigração – Homens Que Sofrem de Sonhos und der Gedichtssammlung Poetas na Diáspora – Antologia (beide im Verlag Oxalá Editora in Dortmund erschienen) beteiligt.